# دفاع الحصانين
دفـاع الحصانين هي افتتاحية شطرنج متفرعة من افتتاحية اللعبة الإيطالية ويتم الوصول إليهـا بعد النقلات:
1. e4.e5
2. Nf3.Nc6
3. Bc4.Nf6
وتعتبر فتحة كلاسيكية مشهورة كثيرة ولهـا تفرعـات عـديدة مشهورة كذلك ويتم لعبهـا في المستوى العالي كمـا في مستوى الهواة والأندية، رمزهـا في موسوعة افتتاحيات الشطرنج هو: C55–C59، ويسعى فيهـا الأسود للمحافظة على التوازن ومواصلة نشر القطع بمدأ (الأحصنة قبل الفيلة) والقيام بهجوم مضاد بمهاجمة البيدق في e4.

## تاريخ
تعتبـر هذه الفتحة مـن أقدم الفتحات حيث تم تسجيلها بواسطة جوليو بوليريو في أواخر القرن السادس عشر ، وهي تفرع من اللعبة الإيطالية تم تطويره كثيرا في القرن التاسع عشر، وتعتبر نقلة الأسود الثالثة أكثر ميـلانـا للدفـاع من جيوكو بيانو وهو تفرع ينتج بالنقلة 3...Bc5، بـل على العكس ديفيد برونستاين يعتبر أن المصطلح «دفاع» لا يناسب الفتحة واعتبـر أن المصطلح «هجوم شيغورين المضاد» أكثر ملائمة ، تم اعتماد اللعب بدفاع الحصانين كـأسود من قبل العديد من اللاعبين مثل ميخائيل شيغورين وبول كيريس وبطلي العالم ميخائيل طال وبوريس سباسكي.
نظرية هذه الفتحة تم بحثها بشكـل أكبر في الشطرنج بالمراسلة بواسطة لاعبين أمثال هانز بيرلينر وياكوف إسترين.